# Aonidiella eugeniae
Aonidiella eugeniae är en insektsart som först beskrevs av Hempel 1937.  Aonidiella eugeniae ingår i släktet Aonidiella och familjen pansarsköldlöss. Inga underarter finns listade i Catalogue of Life.